# Ponikło błotne
Ponikło błotne (Eleocharis palustris (L. Roem. & Schult.) – gatunek byliny z rodziny ciborowatych (turzycowatych). Jest szeroko rozprzestrzeniony na półkuli północnej. Występuje w Ameryce Północnej, Afryce Północnej i Makaronezji, w Europie i Azji. W Polsce występuje pospolicie w całym kraju (rzadko w górach).

## Morfologia

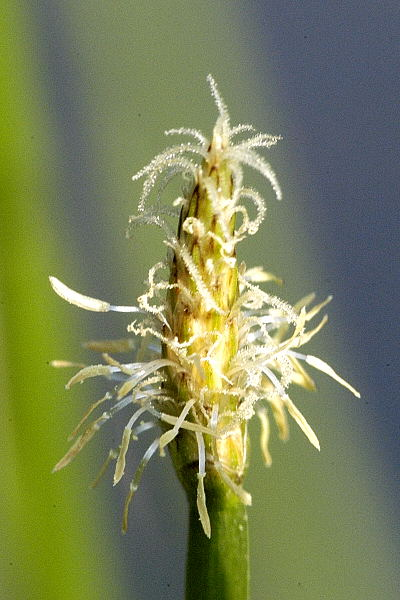
Kłos obupłciowy

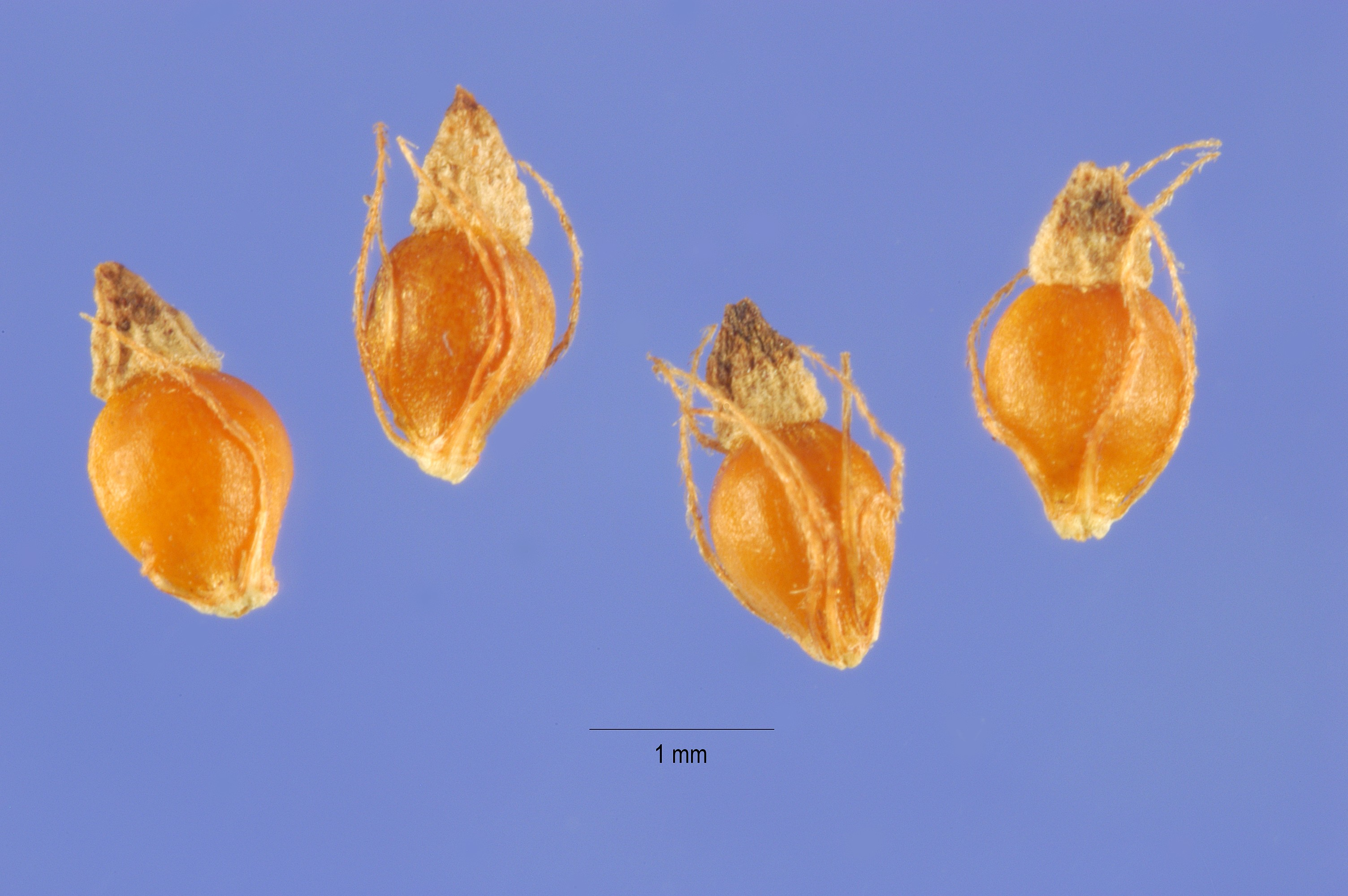
owoce

PokrójRoślina zielna, rozłogowa (falangowa), wytwarzająca liczne pędy wegetatywne.
ŁodygaKłącze rozgałęziające się. Wyrastające z niego pionowe łodygi są obłe, o grubości 1-4 mm. Sztywne, matowo zielone ze słabo widocznymi ok. 20 bruzdami, o wysokości do 100 cm.
LiścieSame pochwy liściowe bez blaszek. Dolne żółtobrązowe lub czerwonobrązowe.
KwiatyKwiaty obupłciowe, zebrane w kłos na szczycie źdźbła, bez podsadki. Kłosek wydłużony (5-20 mm), zwykle złożony z co najmniej 7 kwiatów. Słupek z dwoma znamionami. Szczecinki okwiatu zwykle obecne, najczęściej 4, nie przewyższają dzióbka słupka. Dwie dolne podsadki mniej więcej równe, obejmujące połowę jego nasady. Przysadki ostre, w 8-11 ukośnych rzędach, długie na 2-3 mm, nie odpadają po dojrzeniu owocu. Wiatropylne. Kwitnie od maja do września.
OwoceOrzeszek soczewkowato spłaszczony z oddzielonym przewężeniem od głównej części dzióbkiem będącym pozostałością szyjki słupka.

## Biologia i ekologia
Występuje w szuwarach, na brzegach wód wolno płynących i stojących. Znosi duże zmiany poziomu wody, łącznie z przejściowym wynurzeniem. Rośnie w bardzo różnych typach cieków i zbiorników, raczej eutroficznych i z mulistym dnem. Oprócz rozsiewania, rozmnaża się wegetatywnie za pomocą kłączy. Gatunek charakterystyczny (Ch.) dla klasy Phragmitetea  (wchodząc domieszkowo w skład różnych szuwarów) i zespołu Eleocharitetum palustris, tworząc niewielkie, zwarte, jednogatunkowe łany.
Liczba chromosomów 2n=16, 38.